# Sean Thornley
Sean Thornley (Bristol, 31 mei 1989) is een Britse tennisspeler. Hij heeft nog geen ATP-toernooi gewonnen. Wel deed hij al mee aan grandslamtoernooien. Hij heeft twee challengers in het dubbelspel op zijn naam staan.

## Palmares dubbelspel
| Nr.                              | Datum             | Toernooi | Ondergrond | Partner        | Tegenstanders in finale     | Score                   |
| -------------------------------- | ----------------- | -------- | ---------- | -------------- | --------------------------- | ----------------------- |
| Gewonnen challengers herendubbel |                   |          |            |                |                             |                         |
| 1.                               | 17 september 2012 | İzmir    | Hardcourt  | David Rice     | Brydan Klein Dane Propoggia | 7-6(8), 6-2             |
| 2.                               | 27 juli 2014      | Tampere  | Gravel     | Ruben Gonzales | Elias Ymer Anton Zaitcev    | 6-7(5), 7-6(10), [10-8] |

## Resultaten grote toernooien
| Legenda | Legenda                          |
| ------- | -------------------------------- |
| g.t.    | geen toernooi gehouden           |
| l.c.    | lagere categorie                 |
| –       | niet deelgenomen                 |
| G       | uitgeschakeld in de groepsfase   |
| 1R      | uitgeschakeld in de eerste ronde |
| 2R      | uitgeschakeld in de tweede ronde |
| 3R      | uitgeschakeld in de derde ronde  |
| 4R      | uitgeschakeld in de vierde ronde |
| KF      | uitgeschakeld in de kwartfinale  |
| HF      | uitgeschakeld in de halve finale |
| F       | de finale verloren               |
| W       | het toernooi gewonnen            |
| w-v     | winst/verlies-balans             |

### Mannendubbelspel
| Grandslamtoernooien   |      |      |        |
| Australian Open       | –    | –    | 0-0    |
| Roland Garros         | –    | –    | 0-0    |
| Wimbledon             | 1R   | 1R   | 0–2    |
| US Open               | –    | –    | 0-0    |
| Winst-verlies         | 0–1  | 0–1  | 0-2    |
| ATP World Tour Finals |      |      |        |
| ATP World Tour Finals | –    | –    | 0-0    |
| Olympische Spelen     |      |      |        |
| Olympische Spelen     | g.t. | g.t. | 0-0    |
| Statistieken          |      |      |        |
| Totaal aantal titels  | 0    | 0    | 0      |
| Eindejaarsranking     | 187  | 210  | n.v.t. |